# Liste des reines de Géorgie
Cette liste présente les époux et les épouses des monarques qui régnèrent sur le Royaume uni de Géorgie de 1010 à 1490, de la dynastie des Bagrations.
| Nom                                        | Famille                                                                  | Règne                    | Conjoint                    |
| ------------------------------------------ | ------------------------------------------------------------------------ | ------------------------ | --------------------------- |
| Marthe                                     |                                                                          | 1010-1014                | Bagrat III                  |
| Mariam Arçrouni (morte entre 1072 et 1103) | Fille du roi Sénéqérim-Hovhannès de Vaspourakan                          | 1014-?                   | Georges Ier                 |
| Alda d'Ossétie                             |                                                                          | ?-1027                   | Georges Ier                 |
| Hélène Argyre (morte en 1034)              | Fille de Basile Argyre et nièce de l’empereur byzantin Romain III Argyre | 1033-1034                | Bagrat IV                   |
| Boréna d'Ossétie                           | sœur du roi Durgulel "le Grand" d'Ossétie                                | 1034-1072                | Bagrat IV                   |
| Elene                                      |                                                                          | 1072-1089                | Georges II                  |
| Roussoudan d'Arménie                       |                                                                          | 1089-1107                | David IV                    |
| Gourandoukht de Kipchakie                  | Fille du prince Otrok des Qiptchaks                                      | 1107-1125                | David IV                    |
| X Orbéliani                                |                                                                          | 1155                     | David V                     |
| Bourdoukhan d'Ossétie                      | Fille de Khouddan, roi d’Ossétie                                         | 1155-1184                | Georges III                 |
| Georges Bogolioubski dit le Russe          | Fils d'André Ier Bogolioubski et d'Oulita Stepanovna Koutchka            | 1185-1192                | Tamar                       |
| David Soslan (mort en 1207)                | Roi d'Ossétie                                                            | 1193-1207                | Tamar                       |
| Ghias ad-din (1206-1226)                   | Fils de l'émir d'Erzurum                                                 | 1223-1226                | Roussoudan Ière             |
| Tamar Amanelisdze                          |                                                                          | 1245-1254                | David VI                    |
| Theodora Paléologue                        | Fille de l'empereur Michel VIII Paléologue et de Théodora Vatatzès       | 1254-1259                | David VI                    |
| Jigda Khanoum Mkhargdzéli (morte en 1252)  | Princesse seldjoukide                                                    | 1247-1252                | David VII                   |
| Althoun                                    |                                                                          | 1250-1252                | David VII                   |
| Gvantsa Kakhaberidzé (morte en 1263)       | Fille de Kakhaber IV Kakhaberidzé, duc de Radsha                         | 1252-1263                | David VII                   |
| Isukhan (1241-1270)                        | Fille du noyan Tchormaghan                                               | 1268-1269                | David VII                   |
| X de Trébizonde                            | Fille de l’empereur Manuel Ier de Trébizonde et d'Irène Syrikaina        | 1277-1289                | Démétrius II                |
| Sorgala                                    | Princesse mongole                                                        | 1278-1289                | Démétrius II                |
| Natalia Jakéli                             | Fille de Béka Ier Jakeli atabeg de Samtskhé                              | 1280-1289                | Démétrius II                |
| Oldjat Khanoum                             | Fille de l'Ilkhan Abaqa et de Marie Paléologue                           | 1289-1292 puis 1293-1302 | Vakhtang II puis David VIII |
| X Orbéliani                                | Fille du prince Ahmed Beg Orbéliani                                      | 1302-1310                | David VIII                  |
| Ripsime                                    |                                                                          | 1302-1308                | Vakhtang III                |
| Sindoukhtar Jakéli                         | Fille de Qvarqvaré II Jakeli, duc de Meschie et atabeg de Samtskhé       | 1346-1360                | David IX                    |
| Anne de Trébizonde (1357-1406)             | Fille de l’empereur Alexis III de Trébizonde et de Théodora Cantacuzène  | 1367-1395                | Bagrat V                    |
| Natéla Khourtsidzé                         | Fille du prince Koutsna II Khourtsidzé                                   | 1405-1412                | Constantin Ier              |
| Doulandoukht Orbéliani                     | Fille de Beschken II Orbélian, prince de Siounie                         | 1412-1414                | Alexandre Ier               |
| Thamar d'Iméréthie (morte en 1455)         | Fille du duc-roi Alexandre Ier d'Iméréthie et d'Anne Orbéliani           | 1414-1442                | Alexandre Ier               |
| Siti Khanoum Panaskerteli (morte en 1444)  | Fille de Tistsi Ier, prince Panaskertéli                                 | 1442-1444                | Vakhtang IV                 |
| Tamar-Daria Bagration                      | Fille de Bagrat, co-roi de Géorgie                                       | 1446-1465                | Georges VIII                |
| Hélène (morte le 3 novembre 1510)          |                                                                          | 1465-1478                | Bagrat VI                   |
| Thamar                                     |                                                                          | 1478-1490                | Constantin II               |

## Sources
- Généalogie des Bagrations